# Margherita Porete
Marguerite Porete (Hennegau, 1250/1260 – Parigi, 1º giugno 1310) è stata una religiosa e scrittrice francese, autrice de Lo specchio delle anime semplici, un'opera sulla spiritualità cristiana riguardante l'agape.
Fu bruciata sul rogo per eresia a Parigi il 1º giugno 1310 in Place de Grève, dopo un lungo processo per aver rifiutato di togliere il suo libro dalla circolazione e per aver rifiutato di ritrattare le sue idee. Il libro è considerato una delle fonti principali della dottrina medievale dell'eresia del Libero Spirito.

## Biografia
Le notizie su Marguerite Porete sono registrate solo nei resoconti del suo processo per eresia, in cui fu condannata ad essere bruciata sul rogo. La sua biografia è probabilmente parziale e sicuramente incompleta. Era associata con il movimento delle beghine, donne che vivevano in piccole comunità chiamate beghinaggi, senza una vera e propria regola monastica. Le beghine si trovavano tra lo stato religioso e quello laico, pronunciavano solo i voti di obbedienza e castità ed era quindi per loro possibile una certa libertà di movimento. 
Alcuni l'hanno anche associata al movimento religioso dei Fratelli del Libero Spirito, un gruppo laico cristiano che fu considerato eretico a causa delle sue visioni antinomiste.

## Lo specchio delle anime semplici

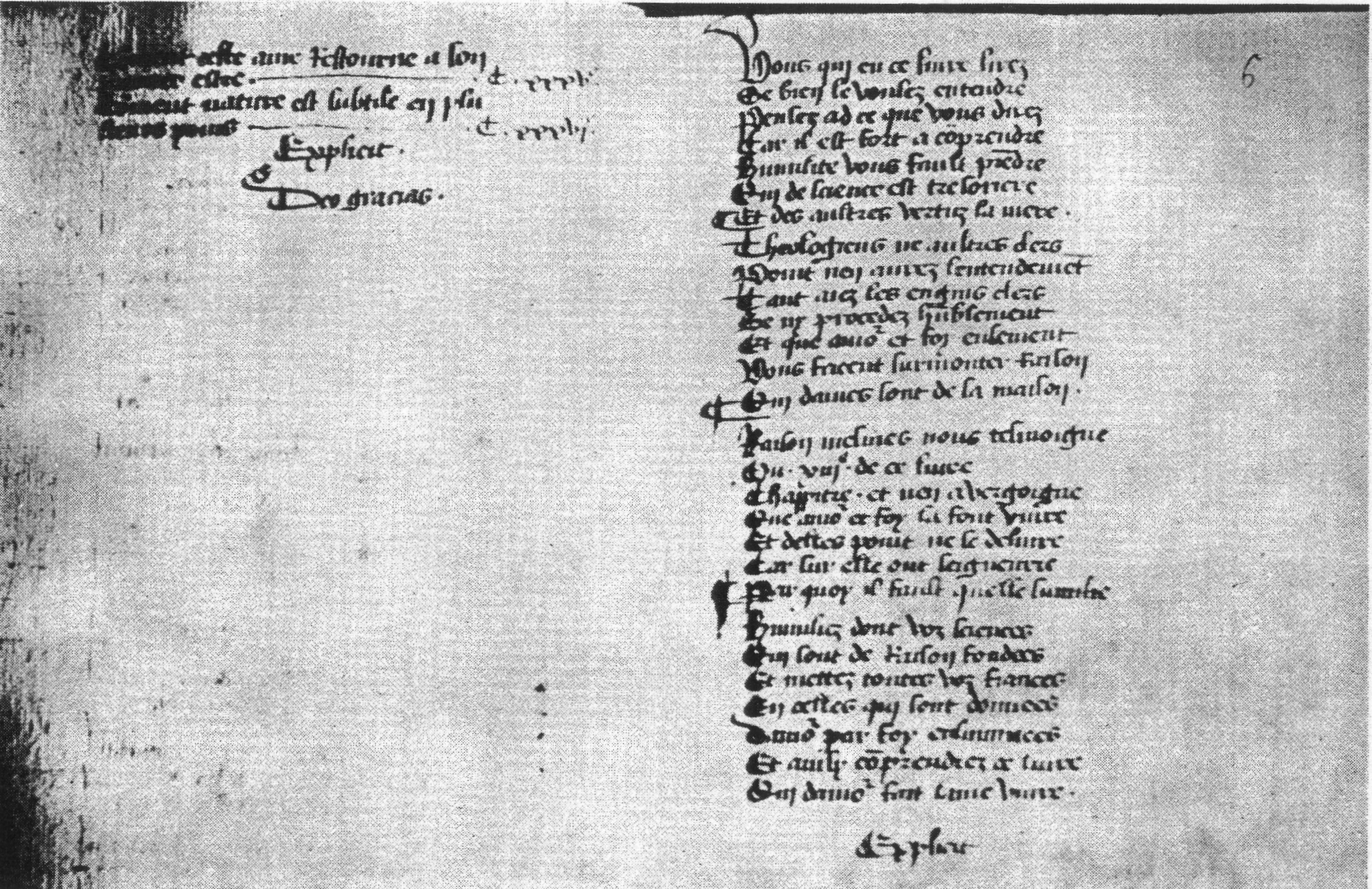
Manoscritto de Lo specchio delle anime semplici, conservato nel Musée Condé

Lo specchio delle anime semplici è strutturato come un dialogo fra tre personaggi allegorici: Amore, Anima e Ragione; tutti e tre sono personaggi femminili (l'Amore viene nominata “dama”). La Ragione incarna il regime della mediazione (sia come concatenamento razionale, sia come ragione discorsiva, contrapposta all'intelletto intuitivo); l'Anima è l'espressione dell'autrice stessa; l'Amore rappresenta l'amore per Dio. Durante tutto il testo regna l'incertezza su chi ne sia l'autrice, se la “dama d'Amore”, oppure l'Anima, quindi se scienza umana o divina. Solo alla fine dell'opera si comprenderà che l'autrice è l'Anima.
Nella sua opera, Porete distingue due Chiese: la grande composta dalle anime semplici, annientate in Dio, e la piccola, formata dalle gerarchie ecclesiastiche. Ponendosi non contro, ma sopra quest'ultima, Porete non chiede che anime perfette prendano il posto della Chiesa gerarchica, ma che quest'ultima si apra nella forma del riconoscimento e dell'accettazione, al più che proviene dalle anime che hanno con Dio un rapporto assolutamente libero. Facendo questo, Porete, trova una posizione di signoria femminile, e afferma una superiorità non gerarchica, ma spirituale di essa. Tale superiorità risiede nella coincidenza tra ciò che sono e ciò che fanno le anime annientate in Dio.
Due racconti circoscrivono il percorso di Anima nel suo itinerario di congiunzione con Dio:
- Il primo racconto è posto all'inizio del libro e riguarda proprio il suo significato: esso narra di una fanciulla figlia di un re, che, dopo aver sentito parlare della grande cortesia del re Alessandro, se ne innamora. La fanciulla sentendo una grande vicinanza interiore con l'uomo, per lenire il dolore provato per la lontananza fisica, ne fa fare il ritratto. Analogamente l'Anima fa scrivere questo libro a Porete, per rendere vicino Colui che è così lontano e così vicino allo stesso tempo, ovvero Dio (il libro è dunque visto come un'immagine in grado di creare una circolarità e un reciproco scambio tra vicino e lontano).

- Il secondo è un racconto autobiografico che descrive i ripetuti fallimenti di una mendicante nel tentativo di giungere a Dio attraverso una mediazione, e dunque, rappresenta il fallimento del libro come mediazione: “c'era una volta una mendicante che per lungo tempo cercò Dio nella creatura…. Ma non trovò niente e si ritrovò ancora più affamata di quello che andava cercando”. Questo testo parla della necessità di cercare Dio nelle creature, ma anche il fallimento di ogni tentativo in questa direzione, cosicché il libro è l'unica risposta alla possibilità di trovare Dio “nell'intimo nucleo intellettuale del proprio più alto pensare”. La semplicità dell'anima annientata, non divisa in sé stessa ma ricongiunta con Dio, si consegna così alla fine, registrato il fallimento del libro stesso come mediazione, al silenzio: ma, in mezzo, c'è l'opera scritturale di Margherita Porete, che destina alla grandezza di una filosofia mistica di prim'ordine una voce femminile.

### L'amore secondo Margherita Porete
L'amore professato da Porete tende a rendere relativo ogni contenuto determinato, riportando le volizioni all'assenza del desiderio, e quindi all'Assoluto vero e proprio. Arrivare all'Assoluto, per lei, significa scartare il “meno” e proseguire verso l'Intero (l'Intero è al di sopra e trascendente rispetto alle determinazioni). L'anima semplice poretiana deve smettere di amare-per, per diventare essa stessa Amore. La volontà tende a volere ogni cosa, ma per anelare all'Intero deve non desiderare più nulla; così distaccandosi da tutto, diventa in realtà essa stessa il Tutto. Dialetticamente, l'amore infinito può realizzarsi solamente nel rifiuto del possesso vacuo degli enti: si tratta sia di sacre reliquie, che di virtù morali. Distaccandosi dall'amore preso in considerazione, l'anima diventa l'Amore stesso.
L'Anima a questo punto non ama più per, ma si è trasformata nell'Amore stesso che vuole il tutto, non seguendo più niente. La sovrabbondanza d'Amore conduce l'Anima al superamento dell'Amore stesso. In quest'ottica, per Margherita la Scrittura è materiale per i servi. Chi è riuscito a dialettizzare l'amore “senza perché” nel non-amore- ossia a realizzare l'Amore assoluto, l'identità con l'Uno non ha più bisogno né di pregare, né di cercare. Chi cerca ricade nella distinzione tra soggetto ed oggetto; chi prega persegue un fine (“è bene per voi che io vada”). Per Porete è preferibile coltivare l'amicizia, anziché l'amore, perché l'amicizia è l'amore senza desiderio ed è, secondo lei, la forma più alta di amore. Con lo Spirito divino si deve quindi instaurare un rapporto di pura amicizia, presupposto indispensabile al reciproco scambio, in modo che l'anima riconosca sé stessa come Dio e Dio sia presente in tutte le forme del mondo manifestato.

## Edizioni
- Lo specchio delle anime semplici, trad. di Donata Feroldi, Palermo, Sellerio, 1995.
- Il manoscritto del Libero Spirito: copia anastatica dello «Speculum simplicium animarum», con introduzione e trasposizione a fronte di Prode Vaniglia, Mamma editori, 1999. ISBN 88-87303-04-5.
- Margherita Porete.
- "Lo specchio delle anime semplici", trad. di Giovanna Fozzer, pref. stor. di Romana Guarnieri, commento di Marco Vannini, edd. San Paolo, Cinisello Balsamo (Milano), 1994.

## Nella cultura di massa
- Il numero 231 del fumetto Julia della Sergio Bonelli Editore, uscito nel dicembre 2017, è dedicato proprio alla sua figura e alla sua opera.